# Vaksala församling
Vaksala församling är en församling i Uppsala pastorat i Uppsala kontrakt i Uppsala stift. Församlingen ligger i Uppsala kommun i Uppsala län.

## Administrativ historik
Församlingen har medeltida ursprung och utgjorde till 2014 ett eget pastorat. Från 2014 ingår församlingen i Uppsala pastorat. 
Före 1967 var församlingen delad av kommungräns och därför hade den två församlingskoder, 031001 för delen i Vaksala landskommun och 038004 för delen i Uppsala stad.

## Kyrkoherdar
| Ämbetstid | Namn                        | Levnadstid | Övrigt                                        |
| --------- | --------------------------- | ---------- | --------------------------------------------- |
| 1294      | Sederius                    |            |                                               |
| 1303      | Laurentius                  |            |                                               |
|           | Matthias                    |            |                                               |
| 1557–     | Jonas Nilsson               |            | Kontraktsprost.                               |
| 1560      | Laurentius                  |            |                                               |
| 1569      | Andreas Ingelli             |            |                                               |
| 1582–1610 | Laurentius Esberni          | –1610      |                                               |
| 1611–1621 | Martinus Erici Svinfot      |            | Senare kyrkoherde i Biskopskulla församling.  |
| 1622–1638 | Johannes Canuti Lenaeus     | 1573–1669  | Senare ärkebiskop i Uppsala stift.            |
| 1638–1640 | Jonas Magni Wexionensis     | 1583–1651  | Senare biskop i Skara stift.                  |
| 1642–1648 | Johannes Laurentii Stalenus | 1592–1651  | Senare biskop i Växjö stift.                  |
| 1648–1658 | Johannes Elai Terserus      | 1605–1678  | Senare biskop i Linköpings stift.             |
| 1660–1670 | Carl Lithman                |            | Senare domprost i Uppsala församling.         |
| 1670–1675 | Petrus Joh. Rudbeckius      |            | Senare domprost i Uppsala församling.         |
| 1675–1685 | Erik Benzelius den äldre    | 1632–1709  | Senare ärkebiskop i Uppsala stift.            |
| 1688–1694 | Julius Micrander            | 1640–1702  | Senare superintendent i Härnösands stift.     |
| 1695–1702 | Laurentius Norrmannus       | 1651–1703  | Senare utnämnd till biskop i Göteborgs stift. |
| 1703–1727 | Johan Palmroot              | 1659–1727  |                                               |
| 1729–1736 | Olof Celsius den äldre      | 1670–1756  | Senare domprost i Uppsala församling.         |
| 1737–1757 | Matthias Asp                | 1696–1763  | Senare domprost i Uppsala församling.         |
| 1758–1765 | Lars Hydrén den äldre       | 1694–1789  | Senare domprost i Uppsala församling.         |
| 1765–     | Johan Amnell                | 1718–1789  |                                               |
| 1790–1826 | Johan Winbom                | 1746–1826  | Senare domprost i Uppsala församling.         |
| 1827–1829 | Sven Lundblad               | 1776–1837  | Senare biskop i Skara stift.                  |
| 1830–1833 | Eric Bergström              |            | Senare domprost i Uppsala församling.         |
| 1835–1851 | Johan Thorsander            | 1777–1852  | Senare domprost i Uppsala församling.         |
| 1852–1862 | Anders Erik Knös            | 1801-1862  | Senare domprost i Uppsala församling.         |
| 1864–1865 | Anders Fredrik Beckman      | 1812-1894  | Senare domprost i Uppsala församling.         |
| 1865–1889 | Carl Axel Torén             | 1813-1904  | Senare domprost i Uppsala församling.         |
| 1890–     | Robert Sundelin             | 1847-1896  | Senare domprost i Uppsala församling.         |

### Komministrar
| Ämbetstid | Namn                          | Levnadstid                                | Övrigt                                       |
| --------- | ----------------------------- | ----------------------------------------- | -------------------------------------------- |
| 1634      | Johannes                      |                                           |                                              |
| 1640–1654 | Ericus Andreae Thenstadius    |                                           |                                              |
| 1654–1674 | Petrus Åman                   |                                           | Senare komminister i Tegelsmora församling.  |
| 1672–1689 | Claudius Jacobi Langrelius    | –1689                                     |                                              |
| 1690–1703 | Nils Broström                 |                                           | Senare komminister i Hagby församling.       |
| 1704–1718 | Matthias Sahlman              |                                           | Senare komminister i Skuttunge församling.   |
| 1718–1732 | Eric Bergman                  | –1732                                     |                                              |
| 1733–1738 | Anders Norinder               |                                           | Senare komminister i Lovö församling.        |
| 1738–1739 | Johan Lundström               | –1739                                     |                                              |
| 1740–1779 | Jacob Waldius                 | 1709–1779                                 |                                              |
| 1780–1782 | Henric Hultman                | 1747–1782                                 |                                              |
| 1782–1802 | Pehr Wahlund                  | 1745–1802                                 |                                              |
| 1803–1804 | Lars Sverkersson              | 1744–1804                                 |                                              |
| 1804–1838 | Eric Bolinder                 | 1759–1838                                 |                                              |
| 1838–1847 | Johan Dessle                  | 1793–                                     | Senare kyrkoherde i Össeby-Garns församling. |
| 1847–1860 | A. P. Isaeus                  |                                           | Senare kyrkoherde i Valö församling.         |
| 1860–1866 | Erik Adolf Lidforss 1805–1873 | Senare kyrkoherde i Danderyds församling. |                                              |
| 1866–1893 | Karl Magnus Forssten          | 1827–                                     |                                              |

## Kyrkor
- Vaksala kyrka
- Salabackekyrkan
- Årstakyrkan